# 김영주 (1950년)
김영주(金榮柱, 1950년 1월 2일~)은 대한민국의 제10대 산업자원부 장관을 역임한 공무원이다.
경상북도 의성군 출생이다. 1975년 서울대학교 사회학과를 학사 학위하였다. 미국 시카고대학 대학원 경영학 석사 학위를 받았다. 1975년 사무관으로 행정직을 시작하여 국무총리 국무조정실장, 2007년 1월 29일 산업자원부 장관에 취임하였다. 2010년 3월 12일, SK에너지의 사외이사로 선임되었다. 현재 법무법인 세종의 고문이다.

## 학력
- ~1968년: 서울고등학교
- ~1975년: 서울대학교 사회학 학사
- ~1983년: 시카고 대학교 대학원 경영학 석사

## 경력
- 1975년: 제17회 행정고시 합격
- 2002년 7월~2004년: 경제기획원 차관보
- 2004년 12월~2006년 3월: 대통령비서실 경제정책수석비서관(차관급)
- 2006년 3월~2007년 1월: 국무총리 산하 국무조정실장
- 2007년 1월~2008년 2월: 산업자원부 장관
- 2008년 10월~2017년 11월: 법무법인 세종 고문
- 2009년 9월~2017년 12월: 연세대학교 경제대학원 객원교수
- SK에너지 사외이사
- 2017년 1월~2017년 12월: 하트하트재단인터내셔널 이사장
- 2017년 11월~2018년 2월: 제29대 한국무역협회 회장
- 2018년 2월~2021년 2월: 제30대 한국무역협회 회장
- 2021년 7월: 2030 부산세계박람회 유치위원회 위원장
- 2022년 3월~: LX하우시스 사외이사
- LX하우시스 감사위원장